# Châteauneuf-Villevieille
 Châteauneuf-Villevieille  es una población y comuna francesa, en la región de Provenza-Alpes-Costa Azul, departamento de Alpes Marítimos, en el distrito de Niza y cantón de Contes. 

## Demografía
| 206 | 225 | 260 | 402 | 571 | 684 |
| Para los censos de 1962 a 1999 la población legal corresponde a la población sin duplicidades (Fuente: INSEE [Consultar]) |     |     |     |     |     |